# اوبی وان کنوبی (مجموعه تلویزیونی)
اوبی-وان کنوبی (انگلیسی: Obi-Wan Kenobi) یک مینی‌سریال تلویزیونی اپرای فضایی آمریکایی است که برای سرویس استریم دیزنی پلاس ساخته شده است. این مینی‌سریال بخشی از فرنچایز جنگ ستارگان است که وقایع داستانی آن ده سال پس از فیلم جنگ ستارگان: قسمت سوم – انتقام سیت (۲۰۰۵) جریان دارد و ایوان مک‌گرگور نقش اوبی وان کنوبی را بازآفرینی می‌کند. او قبلاً این نقش را در سه‌گانهٔ پیش‌درآمد ایفا کرده‌بود. کارگردانی این مجموعه بر عهدهٔ دبورا چاو بوده و جابی هارولد شورانر آن است. در این مجموعه، کنوبی قصد دارد پرنسس لیا (ویوین لایرا بلیر) را از امپراتوری کهکشانی نجات دهد که منجر به دیدار دوبارهٔ شاگرد سابقش دارث ویدر (هایدن کریستنسن) و درگیری با او می‌شود.
ساخت این پروژه در ابتدا به‌عنوان یک فیلم اسپین‌آف به کارگردانی استیون دالدری و نویسندگی حسین امینی آغاز شد، اما پس از عملکرد ضعیف سولو: داستانی از جنگ ستارگان (۲۰۱۸) در گیشه، توسط امینی به‌عنوان یک مجموعهٔ محدود اصلاح‌شد. حضور مک‌گرگور در اوت ۲۰۱۹ تأیید شد و یک ماه بعد چاو برای کارگردانی این پروژه استخدام شد. تولید این مجموعهٔ برای ژوئیه ۲۰۲۰ برنامه‌ریزی شده بود، اما به‌دلیل نارضایتی لوکاس فیلم، سازندهٔ مجموعه از فیلم‌نامهٔ، ساخت آن در ژانویهٔ ۲۰۲۰ متوقف شد. هارولد در آوریل ۲۰۲۰ برای بازنویسی فیلم‌نامه استخدام شد و بازیگران مکمل در مارس ۲۰۲۱ اعلام شدند. مراحل فیلم‌برداری این مجموعه در مهٔ ۲۰۲۱ با فناوری جدید در لس آنجلس آغاز شد و در سپتامبر همان سال به اتمام رسید. آهنگسازی موسیقی اختصاصی بر عهده ناتالی هولت بوده است و جان ویلیامز، آهنگساز جنگ ستارگان، تم موسیقی اصلی جدیدی برای کنوبی نوشت که ویلیام راس برای چند سکانس آن را اقتباس کرد.
دو قسمت اول اوبی-وان کنوبی در ۲۷ مهٔ ۲۰۲۲ به نمایش درآمد و سایر قسمت‌ها به‌صورت هفتگی تا ۲۲ ژوئن پخش شدند. این مجموعه نقدهای عموماً مثبتی را از طرف منتقدان دریافت کرد؛ نقش‌آفرینی مک‌گرگور، سکانس‌های اکشن، موسیقی جدید ویلیامز، روایت شخصیت‌محور و تأثیر احساسی مجموعه از طرف منتقدان تحسین شد اما انتقاداتی نیز به‌خاطر داستان دریافت کرد. این سریال همچنین جوایز متعددی دریافت کرد، از جمله برنده شدن بهترین سریال محدود برای استریمینگ و بهترین نقش مکمل مهمان در تلویزیون (برای کریستنسن) در چهل و هفتمین دوره جوایز ساترن، و همچنین نامزدی برای سریال محدود یا آنتولوژی برجسته در هفتاد و پنجمین دوره جوایز امی ساعات پربیننده.

## زمینهٔ داستانی
ده سال پس از وقایع جنگ ستارگان: قسمت سوم – انتقام سیت (۲۰۰۵) که در آن جدای‌ها به‌وسیهٔ دستور ۶۶ نابود شدند و شاگرد اوبی-وان کنوبی یعنی آناکین اسکای‌واکر به لرد سیت دارث ویدر تبدیل شد، کنوبی به تاتویین می‌رود. او مراقبت از پسر آناکین یعنی لوک اسکای‌واکر را بر عهدهٔ دارد و یک زندگی مخفیانه و در تبعید را برای خود انتخاب می‌کند. دارث ویدر نیز برنامه‌ای را برای کشتن سایر جدای‌هایی که از دستور ۶۶ جان سالم به در بردند، تعیین می‌کند. هنگامی که دختر آناکین یعتی پرنسس لیا توسط طرفداران امپراتوری کهکشانی ربوده می‌شود، کنوبی تصمیم می‌گیرد که از تبعید خارج شود. این امر منجر به رویارویی کنوبی و ویدر می‌شود.

## بازیگران
- ایوان مک‌گرگور در نقش اوبی-وان کنوبی
- روپرت فرند
- سانگ کانگ
- موزس اینگرام
- ویوین لایرا بلیر در نقش پرنسس لیا
- هایدن کریستنسن در نقش آناکین اسکای‌واکر / دارث ویدر
  - جیمز ارل جونز صداپیشهٔ دارث ویدر
- ایندیرا وارما
- بنی سفدی
- جوئل اجرتون
- بانی پیسی
- سیمون کسل
- فلی
- جیمی اسمیتس
- کمیل نانجیانی

همچنین آنتونی دنیلز در نقش سی‌تری‌پی‌او، تمورا موریسون، ایان مک‌دیارمید در نقش پالپاتین و لیام نیسون در نقش کوای-گان جین حضور افتخاری دارند.

## قسمت‌ها
| شم. | عنوان        | کارگردان  | نویسنده | تاریخ پخش اصلی |
| --- | ------------ | --------- | --- | -------------- |
| ۱ | «قسمت اول»   | دبورا چاو | داستان : استوارت بیتی و حسین امینی نمایشنامۀ تلویزیونی : جوبی هارولد و حسین امینی و استوارت بیتی                     | ۲۷ مه ۲۰۲۲     |
| ده سال پس از دستور ۶۶، واقعه‌ای که در پی آن بیشتر جدای‌ها کشته شدند، بازپرس تفتیش عقاید اعظم، «برادر پنجم» همراه با «خواهر سوم» (ریوا سواندر) در تاتویین یک جدای زنده به نام ناری را پیدا می‌کنند. ریوا بی‌تاب می‌شود و سعی می‌کند او را بکشد اما بازپرس بزرگ او را متوقف می‌کند و به جدای اجازهٔ فرار می‌دهد؛ بازپرس بزرگ مخالفت خود را با بی‌پروایی و وسواس ریوا برای یافتن جدای دیگر، اوبی وان کنوبی که بدون اطلاع آنها نیز در تاتویین است، ابراز می‌کند. کنوبی با نام مستعار «بن» در یک کارخانه گوشت کار می‌کند و مراقب لوک اسکای‌واکر جوان است، پسر دارث ویدر، شاگرد سابق اوبی وان که اکنون تبدیل به دشمن اصلی او شده‌است. او با خاطرات گذشته‌اش تسخیر شده‌است و نمی‌تواند از طریق نیرو با استاد سابقش کوای-گان جین ارتباط برقرار کند. کنوبی از کمک به ناری امتناع می‌کند و بعداً جسد او را در شهر حلق آویز می‌بیند. پرنسس لیا، دختر آناکین، که توسط سناتور آشنای کنوبی بیل اورگانا پذیرفته شده‌بود، در آلدران توسط باندِ وکت نوکرو، گروهی از شکارچیان جایزه که توسط ریوا برای جذب کنوبی استخدام شده‌اند، ربوده می‌شود. اورگانا با کنوبی تماس می‌گیرد و از او می‌خواهد تا لیا را نجات دهد. کنوبی در ابتدا امتناع می‌کند، اما پس از ملاقات شخصی اورگانا با او موافق می‌شود. |              |           | |                |
| ۲ | «قسمت دوم»   | دبورا چاو | داستان : استوارت بیتی و حسین امینی نمایشنامۀ تلویزیونی : جوبی هارولد                                                 | ۲۷ مه ۲۰۲۲     |
| کنوبی پس از ردیابی آدم‌ربایان به سیارهٔ دایو با مرد کلاهبرداری به نام هاجا استری روبرو می‌شود که وانمود می‌کند یک جدای است. او کنوبی را به مکان لیا هدایت می‌کند، جایی که ربایندگان را شکست داده و او را نجات می‌دهد. بازرس اعظم از حضور آنها مطلع می‌شود و شهر را قفل می‌کند. ریوا از دستورات برای کناره‌گیری سرپیچی می‌کند و جایزهٔ جدیدی را برای سر کنوبی تعیین می‌کند، که باعث می‌شود مزدوران در سراسر شهر او و لیا را هدف قرار دهند. وقتی لیا متوجه می‌شود که آنها به دنبال کنوبی هستند، اعتمادش را به او از دست می‌دهد و فرار می‌کند. لیا با فرار به پشت بام با مزدورانی که قصد کشتن آنها را داشتند، از زمین می‌پرد و کنوبی او را با استفاده از نیرو نجات می‌دهد و اعتماد او را به دست می‌آورد. هاجا آنها را پیدا می‌کند و آنها را به یک بندر محمولهٔ بدون محافظت هدایت می‌کند که می‌توانند از آنجا فرار کنند، اما نمی‌تواند مانع از تعقیب ریوا شوند. ربوا به کنوبی فاش می‌کند که آناکین، که کنوبی معتقد بود مرده‌است، هنوز در نقش دارث ویدر زنده است. بازرس اعظم تفتیش عقاید وارد می‌شود تا کنوبی را دستگیر کند، اما ریوا با شمشیر نوری خود به او خنجر می‌زند و به‌طور ناخواسته اجازه می‌دهد کنوبی و لیا فرار کنند. در مصطفار، ویدر در یک تانک باکتا بیدار می‌شود.          |              |           | |                |
| ۳ | «قسمت سوم»   | دبورا چاو | جوبی هارولد و هانا فریدمن و حسین امینی و استوارت بیتی                                                                | ۱ ژوئن ۲۰۲۲    |
| ویدر در قلعهٔ خود در مصطفار به ریوا دستور می‌دهد که کنوبی را پیدا کند و قول می‌دهد که در صورت موفقیت او را به بازرس اعظم ارتقاء دهد. وسیلهٔ حمل‌ونقل کنوبی و لیا در سیارهٔ معدنی ماپوزو فرود می‌آید و آن دو به میعادگاهی که هاجا ارائه کرده بود، می‌روند. آنها که هیچ‌کس را در آنجا پیدا نمی‌کنند، سوار یک وسیلهٔ حمل و نقل امپراتوری می‌شوند. سپس آنها کشف می‌شوند و نیروهای امپراتوری برای دستگیری آنها فرستاده می‌شوند، اما از یک افسر امپراتوری زن به نام تالا که یکی از اعضای «مسیر» است، کمک می‌گیرند؛ یک شبکهٔ زیرزمینی که مخالفان و افراد تحت تحقیب امپراتوری را پنهان می‌کند. او آنها را تا یک گذرگاه مخفی زیرزمینی همراهی می‌کند، اما پیش از اینکه آنها را ترک کنند، ویدر و اعضای تفتیش عقاید می‌رسند و شروع به آسیب‌رساندن به تماشاچیان بی‌گناه برای فریب کنوبی می‌کنند. کنوبی در حالی حواس آنها را پرت می‌کند، لیا و تالا را به پیش می‌فرستد. او در نهایت با ویدر روبرو می‌شود که با استفاده از نیرو بر کنوبی غلبه می‌کند و او را می‌سوزاند و در درد می‌گذارد. تالا حواس‌پرتی را برای نجات کنوبی فراهم می‌کند، اما لیا توسط ریوا دستگیر می‌شود. |              |           | |                |
| ۴ | «قسمت چهارم» | دبورا چاو | جوبی هارولد و هانا فریدمن                                                                                            | ۸ ژوئن ۲۰۲۲    |
| کنوبی و تالا پس از فرار از ویدر در ماپوزو، به تأسیسات «مسیر» در جابیم می‌رسند. در همین حال، لیا، که اکنون برای جزئیات «مسیر» توسط ریوا مورد بازجویی قرار می‌گیرد، در قلعه «اینکوئیزوتوریوس» (Inquisitorius)، مقر مستحکم تفتیش عقاید، واقع در «نور» نگهداری می‌شود. کنوبی و تالا قصد دارند برای نجات لیا به قلعه نفوذ کنند. زمانی که کنوبی وارد آن می‌شود، یک خزانهٔ غنیمتی پر از اجساد حفظ‌شدهٔ جدای را که دستگیر و کشته شده بودند، از جمله یک جوان را کشف می‌کند. آنها موفق می‌شوند لیا را نجات دهند، اما پوشش تالا منفجر می‌شود و حضور آنها آشکار شده اما در نهایت با کمک فرمانده روکن از «مسیر» و نیروهای چریکی‌اش فرار می‌کنند. ویدر که در جریان وقایع عصبانی شده‌است، برای کشتن ریوا به خاطر شکستش حرکت می‌کند، اما زمانی که او فاش می‌کند که یک ردیاب را به لولا، ربات همراه لیا، وصل کرده‌است، از او دریغ می‌کند تا در انتظار نجات باشد. |              |           | |                |
| ۵ | «قسمت پنجم»  | دبورا چاو | جوبی هارولد و اندرو استنتون                                                                                          | ۱۵ ژوئن ۲۰۲۲   |
| سیزده سال قبل، کنوبی آناکین را در نبرد با شمشیر نوری در کوروسانت آموزش می‌دهد، که آن‌جا از آناکین به خاطر اقدامات تهاجمی‌اش انتقاد می‌کند. در حال حاضر، ویدر موقعیت کنوبی را تا جابین ردیابی می‌کند، و ریوا را به مقام گرند اینکویزیتور ارتقا می‌دهد. امپراتوری محل کنوبی را محاصرهٔ و درهای فرار را غیرفعال می‌کند. کنوبی برای توقف زمان، با ریوا مذاکره می‌کند و نتیجه می‌گیرد که او هویت واقعی ویدر را می‌داند، زیرا ریوا در کودکی شاهد قتل‌عام کودکان در معبد جدای کوروسکانت بوده‌است. ریوا فاش می‌کند که می‌خواست به جای خدمت به او، لطف ویدر را جلب کند تا بتواند او را برای انتقام بکشد. در نبرد بعدی تالا برای نجات کنوبی، خود را قربانی می‌کند. کنوبی که متوجه می‌شود نمی‌توانند پیروز شوند، تسلیم ریوا می‌شود. او ریوا را متقاعد می‌کند که زمانی به ویدر تحویل داده می‌شود، خود ویدر را بکشد. در همین حال، لیا پس از برداشتن ردیاب لولا، درها را باز می‌کند تا قبل از اینکه ویدر به تأسیسات حمله کند، بتوانند فرار کند. ریوا از این فرصت برای کشتن ویدر استفاده می‌کند، اما پس از یک دوئل کوتاه ویدر به سرعت بر او چیره می‌شود. در همین حال گرند اینکویزیتور اصلی می‌آید تا وضعیت خود را تأیید کند و ریوا در حال مرگ رها می‌شود.                                    |              |           | |                |
| ۶ | «قسمت ششم»   | دبورا چاو | داستان : استوارت بیتی و جوبی هارولد و اندرو استانتون نمایشنامۀ تلویزیونی : جوبی هارولد و اندرو استانتون و حسین امینی | ۲۲ ژوئن ۲۰۲۲   |
| در حالی که ریوا در تاتویین به لوک رسیده‌است، ویدر به دنبال اوبی-وان می‌رود. اوبی-وان از گروهش جدا می‌شود تا آن‌ها بتواند فرار کند. او به تنهایی در سیاره‌ای نزدیک با ویدر مبارزه می‌کند و به دستگاه تنفسی ویدر آسیب می‌رساند. او متقاعد شده که آناکین را نمی‌توان نجات داد، و او را رها می‌کرد. در همین حال، ریوا به مزرعه اوون رسیده و اوون و همسرش برو با او می‌جنگند. او لوک را در راه بیابان تعقیب می‌کند، اما قادر نیست که لوک را بکشد و در نهایت او را به خانواده‌اش بازمی‌گرداند. اوبی-وان به ویدر برای غلبه بر گذشته و قسمت تاریکش تبریک می‌گوید. در بازگشت به آلدران، لیا تصمیم جدیدی در وظایف خود به عنوان یک شاهزاده خانم پیدا کرده‌است. اوبی-وان که به سیارهٔ لیا می‌رود و اطمینان می‌دهد که در صورت نیاز به او کمک خواهد کرد و با لیا خداحافظی می‌کند. پس از بازگشت به تاتویین، او به اوون اطمینان می‌دهد که به لوک اجازه می‌دهد تا به عنوان یک پسر معمولی بزرگ شود و اجازه دارد برای اولین بار او را ملاقات کند. او با یافتن آرامش درونی خود، سرانجام روح استاد متوفی خود، کوای-گان جین را می ببیند و با او صحبت کند. |              |           | |                |

## تولید

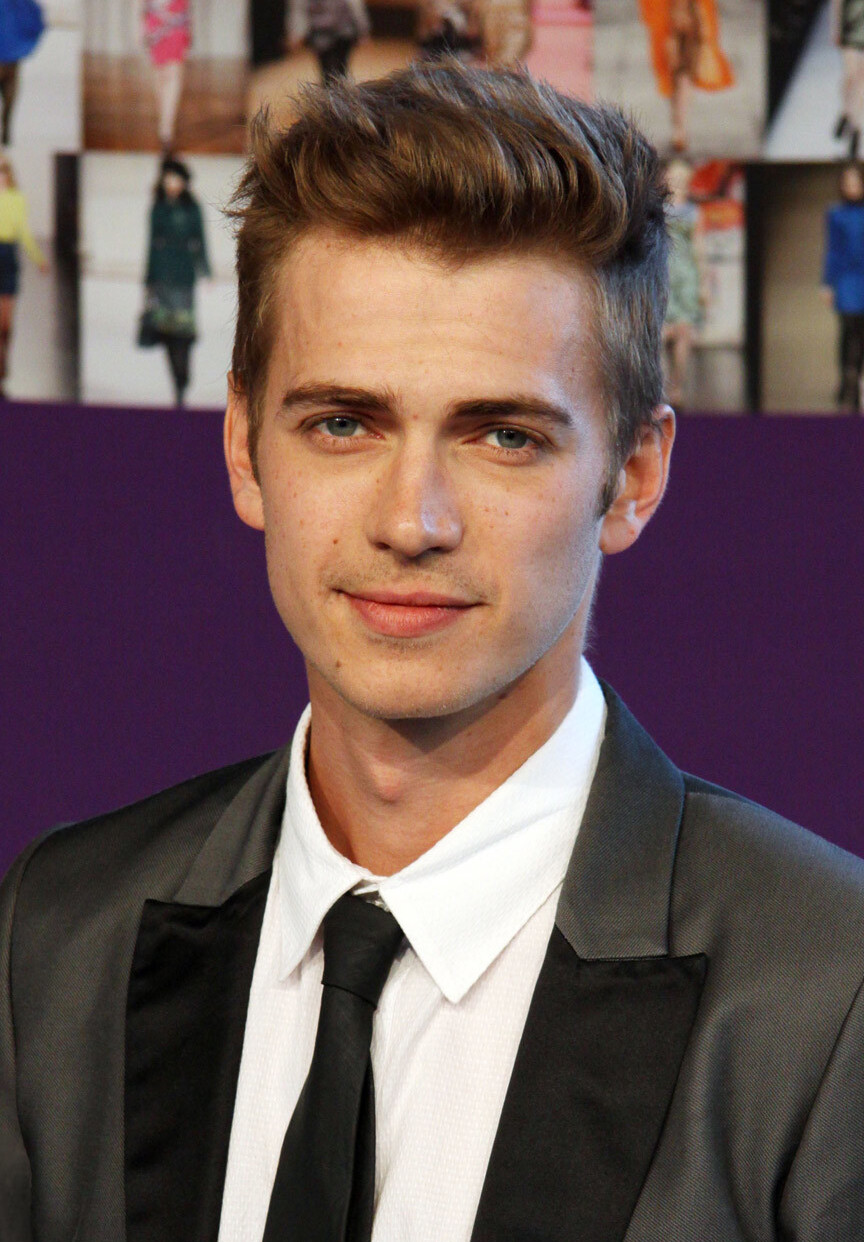
هایدن کریستنسن در نقش آناکین اسکای‌واکر / دارث ویدر

### پیش‌زمینه
باب ایگر، مدیر عامل دیزنی، در فوریهٔ ۲۰۱۳ ساخت چند فیلم اسپین‌آف مستقل از جنگ ستارگان را اعلام کرد. اوبی وان کنوبی برندهٔ قاطع نظرسنجی هالیوود ریپورتر در اوت ۲۰۱۶ بود که در آن پرسیده شد کدام شخصیت جنگ ستارگان شایستهٔ فیلم اسپین‌آف است. ایوان مک‌گرگور، بازیگر نقش کنوبی در سه‌گانهٔ پیش‌درآمد جنگ ستارگان، به‌طور غیررسمی تمایل خود را برای بازآفرینی این نقش ابراز کرده بود. او به‌صورت رسمی با لوکاس‌فیلم مذاکره کرد تا این شرکت بتواند علاقهٔ او برای بازگشت به این شخصیت برای ساخت فیلم اسپین‌آف را ارزیابی کند. توسعهٔ چنین فیلمی مدتی بعد آغاز شد و استیون دالدری در اوت ۲۰۱۷ برای کارگردانی این پروژه وارد مذاکره شد. انتظار می‌رفت دالدری بر توسعه و نگارش فیلم‌نامه با لوکاس‌فیلم نظارت داشته باشد، و برای نوشتن آن با حسین امینی تماس گرفت. امینی در اواخر ۲۰۱۷ به این پروژه پیوست.
در مهٔ ۲۰۱۸، عنوان فیلم اوبی-وان: داستانی از جنگ ستارگان اعلام شد و داستان آن اینگونه بود که کنوبی از لوک اسکای‌واکر جوان در سیارهٔ تاتویین در میان تنش‌ها بین کشاورزان محلی و مهاجمان تاسکن حفاظت کند. انتظار می‌رفت که تولید این فیلم در ایرلند شمالی تحت عنوان کاری جاشوا تری به طول انجامد، که پس از پایان ساخت فصل آخر بازی تاج‌وتخت در اواخر سال ۲۰۱۸ در سال ۲۰۱۹ واقع در استودیو پینت هال بلفاست آغاز می‌شود. با این حال، دیزنی پس از شکست تجاری سولو: داستانی از جنگ ستارگان (۲۰۱۸)، اسپین‌آف‌هایی را که برای جنگ ستارگان، از جمله فیلم کنوبی اعلام کرده بود را لغو کرد. تمرکز لوکاس فیلم به ساخت سریال‌هایی برای سرویس استریم دیزنی پلاس مانند مندلورین تغییر کرد. در آگوست ۲۰۱۸، مک‌گرگور گفت در مورد اسپین‌آف کنوبی برای «سالیان سال» سوال‌هایی از خود پرسیده بود و همچنین خوشحال بود که در آن ایفای نقش می‌کند، اما گفت که در آن زمان هیچ برنامه‌ای برای ساخت چنین فیلمی وجود‌نداشت. او علاقه‌مند به کاوش این شخصیت در فاصلهٔ زمانی میان نقش‌آفرینی خود در سه‌گانهٔ پیش‌درآمد و نقش‌آفرینی الک گینس در سه‌گانهٔ اصلی بود.

### توسعه
تا اواسط آگوست ۲۰۱۹، مک‌گرگور برای بازی در یک سریال تلویزیونی برای دیزنی پلاس با محوریت اوبی وان کنوبی وارد مذاکره شد. در اواخر همان ماه، در رویداد دی۲۳ دیزنی، کاتلین کندی، رئیس لوکاس‌فیلم و مک گرگور رسماً اعلام کردند که این بازیگر نقش کنوبی را در سریال جدیدی برای دیزنی پلاس که داستان آن هشت سال پس از وقایع جنگ ستارگان: قسمت سوم – انتقام سیت (۲۰۰۵) جریان دارد، دوباره بازی خواهد کرد. فیلمبرداری قرار بود در ژوئیه ۲۰۲۰ آغاز شود، و فیلم‌نامهٔ این سریال محدود شش قسمتی قبلاً توسط امینی در زمان اعلام نوشته شده بود. مک‌گرگور گفت که این اعلامیه آسودگی خاطر بود و توضیح داد که او به‌مدت چهار سال در مورد مشارکت خود در اسپین‌آف کنوبی دروغ گفته‌است. یک ماه بعد، کندی اعلام کرد که دبورا چاو پس از تحت تأثیر قرار دادن کندی به‌دلیل کارگردانی قسمت‌های مندلورین، سریال کنوبی را نیز کارگردانی خواهدکرد.
در نوامبر ۲۰۱۹، امینی گفت که دورهٔ زمانی سریال بسیار جذاب است زیرا کنوبی با از دست دادن دوستانش و فرقهٔ جدای دست‌وپنجه نرم می‌کند، که این موضوع به امینی اجازه می‌دهد تا به جنبه‌هایی از فرنچایز جنگ ستارگان به غیر از اکشن، مانند جنبه معنوی آن بپردازد. او برای نوشتن از منابعی الهام گرفت که جرج لوکاس، خالق جنگ ستارگان از آن‌ها الهام گرفته بود؛ از جمله قهرمان با هزار چهره اثر جوزف کمبل، تاریخ و فرهنگ سامورایی، و آیین بوداییسم. دبورا چاو عقیده داشت که کارگردانی مندلورین بهترین آموزشی بود که می‌توانست برای سریال کنوبی داشته باشد و برای سریال کنوبی از تهیه‌کنندگان اجرایی آن سریال، جان فاورو و دیو فیلونی یادگرفت.
مراحل پیش از تولید این مجموعه تا ژانویه ۲۰۲۰ در استودیوهای پاین‌وود لندن در حال انجام بود و همچنین تست‌های بازیگری با بازیگران دارای پتانسیل در مقابل مک‌گرگور در حال انجام بود. تا پایان ماه شایعاتی مبنی بر لغو این سریال به دلیل مشکلات تولید وجود داشت. در حالی که اینطور نبود، سریال در حالت نامعین قرار گرفت و پرسنل مونتاژ به خانه فرستاده شدند. گفته می‌شود که کندی از فیلم‌نامه‌های سریال ناراضی است، که طبق گزارش‌ها، خط داستانی مشابه داستان مندلورین دارد که در آن شخصیت هم‌نام با اسم مجموعه از «بچه» محافظت می‌کند. در این سریال نیز کنوبی از اسکای‌واکر جوان در برابر تهدیداتی مانند دارث ماول محافظت می‌کند. چاو فیلم‌نامه‌ها را به فاورو و فیلونی نشان داده بود؛ آن‌ها نسبت به شباهت‌های این سریال به مندلورین ابراز نگرانی کردند و چاو و خود سریال را به «بزرگ‌ترشدن» ترغیب کردند. لوکاس‌فیلم شروع به جستجوی نویسنده جدیدی برای سریال کرد تا فیلمنامه‌ها را از نو بنویسد و چاو همچنان کارگردانی آن را بر عهده بگیرد. کندی توضیح داد که امیدوارند «داستانی امیدوارکننده و دلگرم‌کننده» داشته باشد، و گفت با توجه به وضعیتی که کنوبی پس از انتقام سیث در آن قرار دارد، اجرای آن دشوار خواهد بود. هدف این بود که پس از بازنویسی فیلم‌نامه، پیش تولید دوباره آن در اواسط سال ۲۰۲۰ آغاز شود. طبق گزارش‌های آن زمان، این سریال از شش قسمت به چهار قسمت بازسازی‌می‌شود.
جوبی هارولد در آوریل ۲۰۲۰ به عنوان نویسندهٔ جایگزین امینی استخدام شد، و شورانر مجموعه خواهد بود. اکتبر آن سال، فیلم‌برداری به دلیل دنیاگیری کووید-۱۹ تا مارس ۲۰۲۱ به تعویق افتاد. در مراسم روز سرمایه‌گذار دیزنی در ۱۰ دسامبر، کندی اعلام کرد که این سریال به‌طور رسمی اوبی-وان کنوبی نام دارد و تأیید کرد که چاو کارگردانی آن را بر عهده دارد. در فوریه ۲۰۲۱، مک‌گرگور اعلام کرد که مراحل فیلم‌برداری سریال به جای لندن و بوستون، لینکلن‌شر، انگلستان، در در لس آنجلس انجام خواهد شد. این سریال توسط کندی، میشل رژوان، چاو، مک گرگور و هارولد تهیه‌کنندگی شده و از شش قسمت نیز تشکیل شده‌است. اوبی-وان کنوبی به عنوان یک سریال محدود اعلام شد و چاو گفت که این یک داستان بزرگ با آغاز، میانه و پایان‌است. با وجود این موضوع، کندی گفت که به دلیل زمان لذت‌بخشی که بازیگران و پرسنل برای ساختن آن سپری کرده‌اند، به شرط اینکه دلیل داستانی قانع‌کننده‌ای برای بازگشت به این شخصیت وجود داشته باشد، این شانس وجود دارد که سریال‌های بیشتری ساخته‌شوند.

## پخش
دو قسمت اول اوبی-وان کنوبی در ۲۶ مهٔ ۲۰۲۲ از شبکهٔ دیزنی پلاس به نمایش درآمد. چهار قسمت دیگر این مجموعه به صورت هفتگی در روزهای چهارشنبه از ۱ ژوئن تا ۲۲ ژوئن منتشر شدند. این مجموعه در ابتدا قرار بود در ۲۵ مهٔ، چهل و پنجمین سالگرد فیلم اصلی جنگ ستارگان در ۱۹۷۷ نمایش داده‌شود.

## بازخورد

### بینندگان
دیزنی اعلام کرد که اوبی-وان کنوبی در آخر هفتهٔ افتتاحیه‌اش، پربیننده‌ترین سریال این شبکه بوده‌است. طبق گزارش سامبا تی‌وی، قسمت «بخش اول» از ۲۷ تا ۳۰ مه در میان ۲٫۱۴ میلیون خانوادهٔ ایالات متحده دیده شد و از اولین قسمت برای فصل دوم مندلورین (۲٫۰۸ میلیون) و کتاب بوبا فت (۱٫۵ میلیون) پیشی گرفت.

### نظر منتقدان
| - اوبی-وان کنوبی (۲۰۲۲): درصد بررسی‌های مثبت ردیابی‌شده توسط راتن تومیتوز | |
|                                                                         | به‌دلیل برخی مشکلات فنی، نمودارها موقتاً قابل مشاهده نیستند. اطلاعات بیشتر پیرامون این مشکل در فابریکاتور و وبگاه مدیاویکی در دسترس است. |

در وبسایت بازبینی‌خوانی راتن تومیتوز، ۸۳٪ از ۲۹۷ بررسی منتقدین مثبت است و این مجموعه نمرهٔ ۶٫۶۰/۱۰ را کسب کرده‌است. اجماع این وبسایت چنین می‌نویسید: «این همان اوبی وان کنوبی نخواهد بود که برخی بینندگان به دنبال آن هستند، اما اجرای روح‌انگیز ایوان مک‌گرگور و برخی چرخش‌های با طراوت، آن را به حماسهٔ جنگ ستارگان رضایت‌بخش – اگر هم پر پیچ و خم باشد – تبدیل کرده‌است.» این مجموعه در متاکریتیک بر اساس نظر ۱۹ منتقد امتیاز ۷۳ از ۱۰۰ را کسب کرده‌است که نشانگر «بازبینی‌های عموماً مطلوب» است.
مت پرسلو از آی‌جی‌ان به دو قسمت اول مجموعه امتیاز ۸ از ۱۰ داد و خط داستانی و شخصیت کنوبی را تحسین کرد، اما از سکانس‌های اکشن انتقاد کرد. او برای سایر قسمت‌های مجموعه امیدوار بود و آن را «فصلی شگفت‌انگیز احساسی در حماسه بزرگ‌تر جنگ ستارگان» نامید. انجی هان در هالیوود ریپورتر عملکرد مک‌گرگور، کارگردانی چاو، سبک بصری و لحن کلی مجموعه را تحسین کرد و آن را شبیهٔ به روگ وان (۲۰۱۶) دانست. او افزود که این مجموعه «این پتانسیل را دارد که یکی از پیچیده‌ترین مطالعات شخصیتی که تا به حال در فرنچایز دیده شده‌است را ارائه دهد». استوارت هریتیج از گاردین از روند پایین‌تر قسمت اول انتقاد کرد، اما سکانس‌های اکشن قسمت دوم را تحسین و آن را با جان ویک مقایسه کرد؛ او به قسمت‌ها ۳ از ۵ ستاره داد. برایان ترویت از یواس‌ای تودی و استفن کلی از بی‌بی‌سی نیز این مجموعه را با جان ویک مقایسه کردند: منتقد یواس‌ای تودی به دو قسمت اول ۳ از ۴ ستاره داد و موسیقی جان ویلیامز و سبک روایی شخصیت‌محور را ستایش کرد؛ او گفت که «کنوبی بیشتر شبیه جنگ ستارگان قدیمی است» تا مجموعه‌های قبلی دیزنی پلاس. منتقد بی‌بی‌سی فیلم‌نامه هارولد را در قسمت اول تحسین کرد، اما عقیده داشت که فیلم‌نامهٔ قسمت دوم ضعیف است. او همچنین از پویایی کنوبی و لیا در اپیزود دوم، همراه با عوامل تولید و فیلم‌برداری آن لذت برد، اما گفت: «صحنه‌های تاتوئین و دایو دارای کیفیتی عجیب و مصنوعی هستند که با جایگاه والای اوبی-وان همخوانی ندارد». سام برسانتی در ای. وی. کلاب از عملکرد بلر در نقش لیا ستایش کرد و در عین حال از طرح ریوا برای فریب کنوبی با ربودن لیا انتقاد کرد که به نظرش «پوچ» بود. او در ادامه به دو قسمت اول نمره B داد. دامینیک پتن از ددلاین هالیوود به این مجموعه نقد منفی داد و از داستان آن انتقاد کرد.